# 大山一郎
大山 一郎（おおやま いちろう、1959年11月1日 - ）は、日本の政治家。香川県議会議員（2003年 - ）。第91代香川県議会議長（2019年-2020年）。

## 経歴
- 東海大学卒業[3]後、福家俊一衆議院議員の秘書を経験。
- 2003年4月、香川県議会議員選挙で初当選[1]。
- 2019年4月、第91代香川県議会議長に就任[1]。
- 2020年4月、同議長を退任[2]。

## 現在の役職
- 香川県議会議員（自由民主党所属）[1]
- 香川県議会「自民党香川県政会」幹事長[1]
- 香川県議会 「ネット・ゲーム依存症対策議員連盟」会長[1]
- 香川県議会 「拉致問題早期解決促進議員連盟」副会長[1]
- 香川県議会 「教科書問題を考える会」副会長[1]
- 自由民主党香川県連幹事長代行[1]
- 日本会議地方議員連盟所属議員[1]